# Дом Лопатиной-Гантимуровой
Дом А. П. Лопатиной-Гантимуровой — особняк в историческом центре Читы, принадлежавший некогда знатному роду Гантимуровых.
Доходный дом построен в 1910, а часть построек во дворе построена — лет на тридцать раньше. Дом строил Пётр Михайлович Лопатин, казак, гласный городской думы. Очевидно, главой семьи мужа А. П. Гантимуровой был Терентий Терентьевич Гантимуров, бывший в 1907 старшиной соляных складов в Кузнечных рядах и на Большом острове Читы.
Доходный дом Лопатиных-Гантимуровых был построен в бойком месте. И в арендаторах не было отбоя. В 1910 здесь торговал головными уборами Герш Абрамович Гельнер, бакалейными товарами — Николай Кирианович Кампонулос. Работала булочная братьев Бородулиных. В 1917 принимала заказы Электротехническая и жестяная мастерская Ивана Кирилловича Тулакина и техника В. Н. Попова.
В 1919-1922 в доме вели приём врачи: Лопатин Сергей Петрович, Жуков Афанасий Николаевич (брат известного скульптора Иннокентия Жукова), бактериологическую лабораторию имел врач Модчев П. М., принимала больных акушерка Е. И. Нейланд.